# Ab
Àb je enajsti mesec judovskega posvetnega in peti mesec judovskega cerkvenega koledarja. Ab zavzema julij-avgust.